# 네덜란드어 위키백과
네덜란드어 위키백과(네덜란드어: Nederlandstalige Wikipedia)는 위키백과의 네덜란드어 판이다. 2001년 6월 19일에 시작하여 2016년 5월 기준으로 문서수 1.868.494개이다. 6번째로 문서 수가 큰 위키백과이다.

## 같이 보기
- 네덜란드 저지 독일어 위키백과